# Tour de Romandie 2006
Die 60. Tour de Romandie ist ein Rad-Etappenrennen, das vom 25. bis 30. April 2006 stattfindet. Nach einem Prolog folgen fünf Etappen; die Distanz beträgt 656,3 Kilometer, der Höhenunterschied insgesamt 7393 Meter. Das Rennen zählt zur UCI ProTour 2006.
Neben den 20 UCI ProTeams nimmt das Professional Continental Team L.P.R. teil.

## Etappen
| Etappe    | Tag       | Start – Ziel              | km    | Etappensieger      | Gesamtwertung      |
| --------- | --------- | ------------------------- | ----- | ------------------ | ------------------ |
| Prolog    | 25. April | Genf                      | 3,4   | Paolo Savoldelli   | Paolo Savoldelli   |
| 1. Etappe | 26. April | Payerne – Payerne         | 169,0 | Robbie McEwen      | Paolo Savoldelli   |
| 2. Etappe | 27. April | Porrentruy – Porrentruy   | 171,2 | Christopher Horner | Christopher Horner |
| 3. Etappe | 28. April | Biel/Bienne – Leysin      | 164,6 | Alberto Contador   | Alberto Contador   |
| 4. Etappe | 29. April | Sion – Sion               | 127,7 | Alejandro Valverde | Alberto Contador   |
| 5. Etappe | 30. April | Lausanne – Lausanne (EZF) | 20,4  | Cadel Evans        | Cadel Evans        |